# Jevgeni Kissin

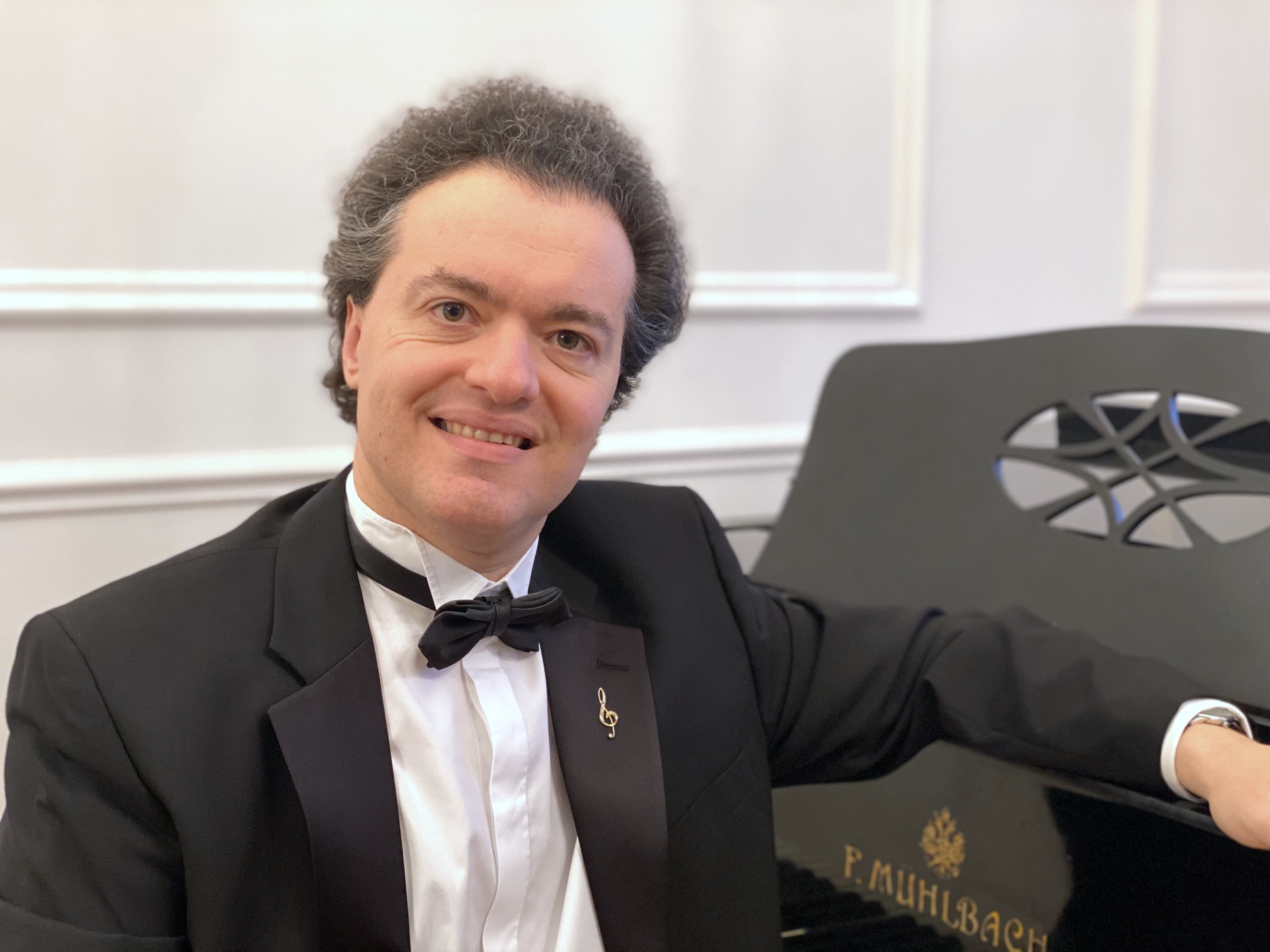
Jevgeni Kissin

Jevgeni Igorevitsj Kissin (Russisch: Евге́ний Игоревич Ки́син) (Moskou, 10 oktober 1971) is een Russisch pianist die, in zijn jeugd, als wonderkind werd beschouwd. 

## Biografie
Kissins vader was ingenieur, zijn moeder pianolerares. Vanaf zijn tweede jaar begint Kissin (auditief) met pianospelen en gaat op zijn zesde jaar naar de zeer prestigieuze Gnessin School of Music for Gifted Children in Moskou. Hij begint zijn studies met Anna Pavlovna Kantor en zet ze voort tot op de dag van vandaag.
Op tienjarige leeftijd debuteert Kissin in de orkestmuziek met het pianoconcert KV 466 van Mozart, en het volgende jaar geeft hij zijn eerste recital in Moskou. De talenten van Kissin worden opgemerkt door het internationale publiek in 1984, als hij de twee pianoconcerten van Chopin in de Grote Hal van het Conservatorium van Moskou speelt met het Philharmonisch Orkest van Moskou onder leiding van dirigent Dmitri Kitajenko. Dit concert wordt live uitgezonden over de gehele wereld en maakt van Kissin in één keer een wereldster. Niemand kon geloven dat een twaalfjarige jongen zo begaafd kon spelen.
Kissin begint zijn opmars in Europa in 1987 aan het Festival van Berlijn en speelt in 1988, onder leiding van Herbert von Karajan het eerste pianoconcert van Tsjaikovski. Het volgende jaar toert hij door Europa vergezeld door Vladimir Spivakov en is hij te gast op het oudejaarsconcert van de Berliner Philharmoniker dat door Herbert von Karajan wordt gedirigeerd. Kissin heeft zijn tienjarig bestaan als pianist gevierd met een lange tournee door de Verenigde Staten. Hij nam in 1992 een Grammy Award in ontvangst en nam in 1998 deel aan de Proms te Londen.
Bij zijn recitals speelt Evgeny Kissin meestal werk van de grote romantische componisten zoals Chopin, Schumann of Franz Liszt. Hij bekent niettemin dat zijn lievelingscomponist Johann Sebastian Bach blijft van wie hij zegt dat deze voor hem de "alfa en omega" is en dat hijzelf slechts zeer weinig tot nu toe heeft bereikt. Hij verkiest de recitals boven de symfonische concerten en heeft slechts weinig ervaring met kamermuziek. Hij miskent de muziek van de 20e eeuw niet, maar houdt zich niet bezig met eigentijdse componisten.
Hij wordt alom geroemd om zijn ongelofelijke virtuositeit en muzikaliteit. Deze maken van hem een van de grootste pianisten van deze tijd .